# Aleksandr Barabanow
Aleksandr Dmitrijewicz Barabanow, ros. Александр Дмитриевич Барабанов (ur. 17 czerwca 1994 w Petersburgu) – rosyjski hokeista, reprezentant Rosji, olimpijczyk.

## Kariera
- SKA-1946 Sankt Petersburg (2010-2015)
- HK WMF (2012/2013)
- WMF Karelia (2013/2014)
- SKA-Karelia (2014/2015)
- SKA-Karelia (2014/2015)
- SKA Sankt Petersburg (2013-2020)
- Toronto Maple Leafs (2020-2021)
  -  Toronto Marlies (2020-2021)
- San Jose Sharks (2021-2024)
  -  San Jose Barracuda (2021)
- Ak Bars Kazań (2024-)

Wychowanek klubu SKA w rodzinnym Petersburgu. Występował kolejno w zespole juniorskim w lidze MHL, w zespole farmerskim, SKA-Karelia w lidze WHL oraz w zespole SKA w lidze KHL od sezonu 2013/2014. Przedłużał umowę ze SKA w kwietniu 2015 o dwa lata, w październiku 2016 o trzy lata, w połowie 2018 o dwa lata. W kwietniu 2020 przeszedł do Toronto Maple Leafs w lidze NHL. W kwietniu 2021 przeszedł do.  Latem 2024 został zawodnikiem SKA Sankt Petersburg, wiążąc się dwuletnim kontraktem.
W barwach Rosji uczestniczył w turniejach mistrzostw świata juniorów do lat 18 w 2012, mistrzostw świata juniorów do lat 20 w 2014. W seniorskiej kadrze Rosji podjął występy w sezonie w meczach cyklu Euro Hockey Tour. Uczestniczył w turniejach mistrzostw świata 2017, 2018, 2019. W ramach ekipy olimpijskich sportowców z Rosji brał udział w turnieju zimowych igrzysk olimpijskich 2018. W składzie reprezentacji Rosyjskiego Komitetu Olimpijskiego (ang. ROC) brał udział w turnieju MŚ edycji 2021.

## Sukcesy
Reprezentacyjne
- Brązowy medal mistrzostw świata juniorów do lat 20: 2014
- Brązowy medal mistrzostw świata: 2017, 2019
- Złoty medal zimowych igrzysk olimpijskich: 2018

Klubowe
- Srebrny medal MHL: 2015 ze SKA-1946
- Puchar Gagarina – mistrzostwo KHL: 2015, 2017 ze SKA
- Złoty medal mistrzostw Rosji: 2015, 2017 ze SKA
- Puchar Kontynentu: 2018 ze SKA
- Brązowy medal mistrzostw Rosji: 2018, 2019 ze SKA

Indywidualne
- Mistrzostwa świata do lat 18 w hokeju na lodzie mężczyzn 2012/Elita:
  - Jeden z trzech najlepszych zawodników reprezentacji w turnieju[7]
- MHL (2012/2013):
  - Mecz Gwiazd MHL
  - Pierwsze miejsce w klasyfikacji strzelców w sezonie zasadniczym (nagroda imienia Borisa Majorowa): 39 goli[8]
  - Szóste miejsce w klasyfikacji asystentów w sezonie zasadniczym: 42 asysty[9]
  - Trzecie miejsce w klasyfikacji kanadyjskiej w sezonie zasadniczym: 81 punktów[10]
  - Dziewiąte miejsce w klasyfikacji +/− w sezonie zasadniczym: +38[10]
- MHL (2014/2015):
  - Drugie miejsce w klasyfikacji strzelców w fazie play-off: 9 goli[11]
- KHL (2014/2015):
  - Najlepszy pierwszoroczniak tygodnia – 28 grudnia 2014
- KHL (2016/2017):
  - Najlepszy napastnik tygodnia – 25 września 2016
- KHL (2017/2018):
  - Czwarte miejsce w klasyfikacji +/− w fazie play-off: +8
- KHL (2024/2025):
  - Piąte miejsce w klasyfikacji +/- w sezonie zasadniczym: +30

Wyróżnienie
- Zasłużony Mistrz Sportu Rosji w hokeju na lodzie (2018)[12]

Odznaczenie
- Order Przyjaźni (27 lutego 2018)[13]